# HMS Royal James (1671)
Pour les autres navires du même nom, voir HMS Royal James.
Le HMS Royal James est un vaisseau de ligne de premier rang de 102 canons de la Royal Navy anglaise, construit par Sir Anthony Deane aux chantiers navals de Portsmouth Dockyard pour un coût de 24 000 £ et lancé le 31 mars 1671.
Il est l'un des trois seuls bâtiments de la Royal Navy à être équipé de canons Rupertinoe,. Il prend part à la bataille de Solebay le 7 juin 1672 en tant que vaisseau amiral de l’Admiral Edward Montagu. Il est attaqué dans un premier temps par le Dolfijn, puis par le Groot Hollandia, avant d'être assailli par plusieurs brûlots hollandais. Un incendie se déclare à bord du Royal James qui explose et coule. Montagu est tué, quant à son captain, Richard Haddock, il survit et parviendra à un rang élevé au sein de la Navy. Sa carrière est des plus courtes puisqu'il est détruit seulement quatre mois après son entrée en service.

## Sources et bibliographie
- (en) Richard Endsor, Restoration Warship: The Design, Construction and Career of a Third Rate of Charles II's Navy, Anova Books, Londres, 2009
- (en) Brian Lavery, The Ship of the Line - Volume 1: The development of the battlefleet 1650-1850, Conway Maritime Press, 2003  (ISBN 0-85177-252-8).
- (en) Charles Spencer, Prince Rupert: The Last Cavalier, Phoenix, Londres, 2007  (ISBN 978-0-297-84610-9)